# Ромковский, Роман
Ро́ман Ромко́вский (пол. Roman Romkowski; 18 февраля 1907, Краков — 12 июля 1968, Варшава), он же Натан Гриншпан-Кикель — польский государственный, политический и военный деятель, генерал Министерства общественной безопасности, заместитель министра МОБ. Участник советского партизанского движения во Второй мировой войне. Один из основателей органов безопасности ПНР и один из главных организаторов политических репрессий в послевоенной Польше.

## Ранняя биография
Родился в Кравове в малоимущей еврейской рабочей семье Станислава и Марии (Амалии) Гриншпан. Его отец был мясником на колбасной фабрике, мать изредка подрабатывала поваром и служанкой в городской бане (вся семья погибла во время немецкой оккупации). Родители, брат и сёстры придерживались коммунистических взглядов. Окончил три класса школы и с одиннадцатилетнего возраста вынужден был работать – с 1916 по 1921 на фабрике по производству сундуков, затем до 1923 был подмастерьем в портняжной мастерской.
В 1923 вступил в Коммунистический союз польской молодёжи (KZMP), В ноябре того же года был арестован и приговорён к трём годам тюрьмы. В сентябре 1926 освободился по амнистии как несовершеннолетний. В 1926–1927 был секретарём краковской ячейки KZMP. С 1927 состоял в коммунистической партии (КПП), был членом исполкома краковского комитета партии, трижды арестовывался. В 1928 году работал на угольных шахтах в Либёнже и в Явожно.
В 1930 прибыл в Москву в качестве делегата на V съезд КПП, после чего остался в СССР. До 1934 года учился в Коммунистическом университете национальных меньшинств Запада имени Мархлевского, окончил вечернюю офицерскую школу и прошёл стажировку политической и военной подготовки в 14-й стрелковой дивизии, с 1933 по 1934 преподавал политэкономию на рабфаке в Москве. В 1934–1935 учился в Международной ленинской школе. С 1931 член ВКП(б). Был тесно связан с Владиславом Гомулкой.
В сентябре 1935 нелегально вернулся в Польшу. Руководил структурами компартии в Верхней Силезии и Познани. Носил партийные псевдонимы Феликс, Эрнест, Яшка. В 1936 арестован и осуждён на 7 лет тюрьмы. Сидел в Равиче в одной камере с Гомулкой.

## Участие в войне
В 1939, после начала Второй мировой войны, вышел из тюрьмы. В составе Рабочей бригады участвовал в обороне Варшавы от наступающих немецких войск, затем перебрался на территорию, занятую советскими войсками. До 1941 жил и работал в Бресте начальником отдела торговли; c 1941 в Минске, где трудился в редакции польскоязычной газеты “Sztandar Wolności”.
После начала Великой Отечественной войны был направлен в белорусскую партизанскую бригаду имени Сталина численностью в 2300 партизан. Командовал ротой, был политкомиссаром, затем начальником бригадной партизанской разведки,  начальником  специального (Особого) отдела. Имел звание майора .

## В органах госбезопасности
В июле 1944 в звании подполковника поступил на службу в Ведомство общественной безопасности (RBP) Польского комитета национального освобождения. В 1944 вступил в ПРП, с 1945 член ЦК. Был делегатом 1-го и 2-го съездов ПРП, 1-го и 2-го съездов ПОРП.  Стал секретарём парторганизации ПРП, сформированной в RBP. Возглавляемый им департамент контрразведки являлся структурной и кадровой основой RBP. При наборе кадров департамента предпочтение отдавалось убеждённым коммунистам с довоенным стажем, опытом подполья или оперативных мероприятий, а также прошедшим советскую службу.
С 15 января, после преобразования RBP в Министерство общественной безопасности (МОБ), начальник I департамента МОБ (контрразведка), одновременно (с 15 января 1945 по 9 января 1949) заместитель министра МОБ – помощник министра Станислава Радкевича по оперативным вопросам. Принадлежал к ключевым фигурам аппарата госбезопасности сталинистского режима Болеслава Берута, был одним из главных организаторов политических репрессий. В 1949 году был назначен бригадным генералом общественной безопасности. С того же года был заместителем государственного секретаря в МОБ. Исследователи полагают, что он обладал в МОБ влиянием, превосходящем влияние министра Радкевича. Он имел прямой, минуя министра, выход на партийного куратора органов безопасности – члена политбюро Якуба Бермана (наряду с Берутом и Хилари Минцем, Берман входил в «правящий триумвират» Польши первого послевоенного десятилетия).
Член ЦК ПОРП в 1948–1955 годах. В 1949–1954 состоял в Комиссии по безопасности ЦК ПОРП. Имел прямую связь с Л. П. Берия. С 1949 – генерал бригады.
Считался представителем «еврейской группы Бермана» в руководстве ПРП-ПОРП и органов госбезопасности. Из наиболее известных функционеров МОБ к этой группе также принадлежали Юзеф Ружаньский, Анатоль Фейгин, Юлия Бристигер, Вацлав Комар, Мечислав Метковский, Юзеф Чаплицкий. К противостоящей, «антисемитской», группе относились, в частности, Мечислав Мочар и Гжегож Корчинский. Но, несмотря на «фракционную» общность, внутри обеих группировок шла острая внутренняя борьба, межличностные отношения у многих характеризовались как взаимное неприятие.
Занимался борьбой с бандитизмом, подавлением антикоммунистического партизанского движения АК, NSZ, WiN, KWP. Имел также непосредственное отношение к партийным чисткам, в частности, принимал участие в репрессиях против Мариана Спыхальского и Владислава Гомулки. Согласно последующим судебным определениям, отличался жестокостью, активно применял пытки в ходе следственных действий. Среди подвергнутых пыткам на его допросах были Мариан Спыхальский, Витольд Пилецкий, Казимеж Мочарский.

## Отстранение от власти и последние годы
24 января 1955 года на 3-м пленуме ЦК ПОРП был исключён из состава ЦК и из самой партии. Переехал в Краков, где занял должность административного директора Управления по строительству электрических сетей. 23 апреля 1956, незадолго до возвращения Гомулки к власти, был арестован и, наряду с полковниками Ружаньским и Фейгиным , предстал перед судом. Обвинялся в применении пыток, незаконные методы ведения следствия характеризовались как «бериевские». 11 ноября 1957 был все трое были признаны виновными и приговорены – Ромковский и Ружаньский к 15, Фейгин – к 12 годам тюрьмы. 23 марта 1960 лишён звания генерала бригады. Осуждение Ромковского, Ружаньского и Фейгина явилось заметным актом в процессе польской десталинизации.
Освобождён по амнистии Госсовета ПНР 8 октября 1964. После освобождения работал заместителем начальника планового отдела на Варшавском радиозаводе Т-1. Скончался 12 июля 1968 (на фоне антисемитской кампании). Похоронен на кладбище Воинские Повонзки.